# Estado Oriental del Uruguay
El Estado Oriental del Uruguay fue la primera denominación de la actual República Oriental del Uruguay. Dicha denominación fue dada al país por la primera Constitución, promulgada el 28 de junio de 1830 y jurada por el pueblo el 18 de julio del mismo año.

## Surgimiento
La Asamblea se había instalado en San José el 22 de noviembre de 1828. La Comisión de Constitución y Legislación fue presidida por Jaime Zudáñez e integrada, además, por José Ellauri (secretario), Luis B. Cavia, Cristóbal Echevarriarza y Solano García. Otros miembros de la Asamblea que tuvieron destacada participación en la elaboración de la Constitución, fueron Miguel Barreiro, Juan Benito Blanco, Alejandro Chucarro, Lázaro Gadea, Ramón Massini, Juan María Pérez y Lorenzo Justiniano Pérez. El trabajo de la Comisión fue presentado a la Asamblea el 6 de mayo de 1829 y aprobado por la misma el 3 de septiembre de 1829.
La decisión del nombre del nuevo Estado fue tomada por la Asamblea en la sesión del 7 de mayo de 1829. La Comisión de Constitución y Legislación había propuesto el nombre de "Estado de Montevideo". Lázaro Gadea planteó que no le parecía conveniente el nombre puesto que no comprendía a todo sino a una parte del Estado y tal distinción podría dar celos a los demás departamentos. Se propusieron los nombres alternativos de "Estado Nord Argentino" y "Estado Oriental del Uruguay", siendo elegido este último.
El primer jefe de Estado y Gobierno fue José Rondeau, designado por la Asamblea General Constituyente y Legislativa reunida en Florida, en votación unánime, como gobernador y capitán general provisorio. Rondeau prestó juramento el 22 de diciembre de 1828 ante la Sala de Representantes que en esos momentos funcionaba en Canelones y renunció el 17 de abril de 1830, después de la aprobación de la constitución.
A pesar de ser esa la denominación del nuevo Estado, en varios tratados se utilizó el nombre de "República Oriental del Uruguay". Por ejemplo, en el Tratado para una alianza ofensiva y defensiva celebrado entre Brasil, Uruguay y Entre Ríos en Montevideo el 29 de mayo de 1851 se expresa, en su artículo 1°, que "Su majestad el emperador del Brasil, La República Oriental del Uruguay y el Estado de Entre Ríos se unen en alianza ofensiva y defensiva, para el fin de mantener la independencia y pacificar el territorio de la misma república."
También en el Tratado de Paz, Amistad, Comercio y Navegación, celebrado en Paraná el 7 de marzo de 1856 entre la Confederación Argentina y el Imperio del Brasil, se hace mención (artículo 3°) a que "las dos altas Partes contratantes (...) confirman y ratifican la obligación de defender la independencia e integridad de la República Oriental del Uruguay...".

## Límites con Brasil
Los límites entre el Estado Oriental del Uruguay y Brasil se fijaron definitivamente en el Tratado de Límites firmado el 12 de octubre de 1851. Sin embargo, dicho tratado tiene antecedentes de controversia y los límites originales variaron, básicamente a favor de Brasil. El primer antecedente es el llamado "Tratado de la Farola" firmado el 30 de enero de 1819 por Juan Francisco Giró y Juan José Durán, Regidor del Cabildo de Montevideo con el Reino Unido de Portugal, Brasil y Algarve, que había invadido la Provincia Oriental. Por este tratado se cedió la soberanía de las Misiones Orientales a Brasil, a cambio de la erección de un faro en el Puerto de Montevideo. Los territorios allí cedidos fueron luego recuperados parcialmente durante la guerra rioplatense-brasilera (1825-1828). Los límites septentrionales reclamados eran, al norte, las nacientes del Río Negro (incluyendo la ciudad de Bagé o Valles); al noreste, el río Piratiní; y, al noroeste, el río Ibicuy.
En 1820 el Reino Unido de Portugal, Brasil y Algarve designó a Carlos Federico Lecor Capitán General y Gobernador de los territorios invadidos de la Provincia Oriental, cambiándole el nombre por el de Provincia Cisplatina (lo que hacía suponer que los portugueses buscaban crear una provincia Transplatina en Buenos Aires). Producida la independencia de Brasil, la guarnición de Montevideo se declaró fiel al rey de Portugal. Pero Lecor, después de algunas semanas de dudas, decidió declararse súbdito del Emperador Pedro I de Brasil. Esa situación se formalizo en 1821 cuando un congreso de uruguayos, el llamado Congreso Cisplatino, votó la incorporación de la Provincia Cisplatina a ese imperio. 
El acta de incorporación fijó los límites de la nueva provincia. Los límites que se fijaron fueron: por el Este, el Océano Atlántico; por el Sur, el Río de la Plata; por el Oeste, el Río Uruguay; y por el Norte el río Ibicuy hasta la Cuchilla de Santa Ana. En ese acto, territorios tradicionalmente pertenecientes a la Banda Oriental, como las Misiones Orientales, fueron anexados definitivamente a la jurisdicción del Estado de Río Grande del Sur.
En 1851 se celebró el tratado básico en forma desfavorable para Uruguay por parte del partido colorado en virtud de la necesidad de obtener ayuda militar y económica de Brasil. Al momento de la firma del tratado Uruguay terminaba de salir de una guerra civil, conocida como Guerra Grande. Ambos países renunciaron a ciertas pretensiones: Uruguay a los límites fijados en el acta de incorporación de 1821 y que hacían referencia al Tratado de San Ildefonso de 1777, y Brasil al acuerdo Cabildo-Lecor. Además, se estableció como base para regular los límites el “uti possidetis”, consistente en que los Estados seguirían poseyendo lo que ya poseían. La paz de la Guerra Grande se firmó el 8 de octubre de 1851. Según el acuerdo, Uruguay quedaba bajo el control del Gobierno de la Defensa, que se comprometió a convocar elecciones a la brevedad posible.
El tratado establecía, además, excepciones al uti possidetis, en virtud de que ciertos propietarios brasileños en la región fronteriza tenían interés en continuar bajo soberanía brasileña, a pesar de quedar en territorio uruguayo. Se determinaron, por lo tanto, tres zonas dentro del territorio uruguayo que quedarán bajo soberanía brasileña: el Rincón de Artigas, el Rincón de Santa Victoria, y el Trapecio de Bagé. También quedaron bajo soberanía brasileña las islas ubicadas en la desembocadura del río Cuareim, incluida la isla Brasilera, la cual Uruguay objetó en 1928 que geográficamente no se encontraría en la desembocadura, sino que en el río Uruguay, y por lo tanto no debía ser brasileña. También se estableció la exclusiva navegación por parte de Brasil de la Laguna Merín y el río Yaguarón y se cedió al Brasil una zona de media legua en una de las márgenes del río Cebollatí, a los efectos de la construcción de un puerto.
El diplomático Andrés Lamas había logrado que el Imperio del Brasil se comprometiera a intervenir en el conflicto en favor del Gobierno de la Defensa. Con la firma del tratado, Andrés Lamas pagó, en nombre de Uruguay, un pesado precio por la intervención solicitada. Además del tratado de límites, el acuerdo incluyó cuatro tratados más: "de alianza, de prestación de socorros, de comercio y navegación y de extradición". Por ellos, Uruguay permitía la participación de fuerzas militares brasileñas en sus conflictos internos a pedido el “gobierno legitimo” del país, recibía un préstamo de 138.000 patacones  y reconocía, a cambio, una deuda de guerra de 300.000, en garantía del pago de cual consentía en enajenar sus rentas públicas, declaraba libre la navegación del río Uruguay y sus afluentes, aceptaba la prohibición de poner impuestos a la exportación del tasajo  y del ganado en pie a Brasil y se obligaba a devolver a Brasil los esclavos que se escaparan y buscaran refugio en la República.
La historiografía blanca ha tratado con extrema dureza a quienes  sostuvieron la defensa de Montevideo, acusándolos de haber vendido la mitad del país para salvar sus intereses. En el otro extremo, los historiadores colorados han glorificado al autodenominado "gobierno de la defensa", consagrando a sus dirigentes como los "salvadores de la independencia nacional"  ante las pretensiones expansivas de Juan Manuel de Rosas y acusando a Manuel Oribe de "traidor". Los hombres del Gobierno del Cerrito creían defender la soberanía nacional ante la constante presencia extranjera y levantaron la “causa americana”, antiimperialista y nacional. Los del Gobierno de la Defensa creyeron representar la causa de la libertad y la civilización ante la que llamaban "barbarie" de los caudillos, incluso de los que transitoriamente los habían apoyado. En el Mitchell’s New General Atlas publicado por Augustus Mitchell, Jr., hijo del geógrafo estadounidense S. Augustus Mitchell, en 1860 se puede apreciar cuáles serían los límites previos a la firma del tratado de 1851.
En 1852, con la mediación de Argentina, se lograron modificar ciertos aspectos del tratado: renuncia brasileña a la media legua y supresión del Rincón de Santa Victoria. La mayor crítica realizada por Uruguay al tratado fue la exclusividad de navegación brasileña en la Laguna Merín. La política uruguaya al respecto fue tendiente a obtener la navegación de la laguna.
En 1857 se firmó un Tratado de Comercio y Navegación, en el cual se reconoció la mutua conveniencia en las relaciones entre ambos países en abrir la navegación de la Laguna Merín y el río Yaguarón, pero luego de estudios llevados a cabo por Brasil. Este tratado no fue ratificado.
El 30 de octubre de 1909 se firmó el Tratado de la Laguna Merín, por el cual Brasil cedió a Uruguay la navegación libre en la Laguna Merín y el Yaguarón y, además la plena soberanía sobre la mitad de esas aguas, divididas por el criterio de la línea media, del talweg o una línea convencional quebrada según los casos.
El 7 de mayo de 1913 se firmó una Convención modificando el límite en el arroyo San Miguel. El 20 de diciembre de 1933 se estableció el Estatuto Jurídico de la Frontera y el 21 de julio de 1972 se intercambiaron notas reversales sobre el frente marítimo a la altura de la desembocadura del arroyo Chuy.

## Nueva Constitución y cambio de nombre
El país obtendría su nombre actual, el nombre oficial habría de ser cambiado definitivamente por el de República Oriental del Uruguay en la Constitución de 1918 plebiscitada el 25 de noviembre de 1917 y que entrara a regir el 1° de marzo de 1919. Esta Constitución reemplazó la presidencia por un Poder Ejecutivo bicéfalo -un presidente electo por el pueblo y un Consejo Nacional de Administración colegiado también electo directamente por la ciudadanía, compuesto por 9 miembros, 2/3 de la lista más votada del partido más votado y 1/3 de la del partido que le siguiera en número de votos, lo cual estableció de hecho la coparticipación de blancos y colorados en el gobierno-, descentralizó el Estado y otorgó autonomía municipal sustituyendo las Jefaturas Departamentales gobernadas por el ejecutivo nacional, por concejos municipales autónomos también colegiados, separó la Iglesia católica del Estado, que pasó a ser laico, terminando con la unión preexistente.